# Peninsula, Ohio
Peninsula là một làng thuộc quận Summit, tiểu bang Ohio, Hoa Kỳ. Năm 2010, dân số của làng này là 565 người.

## Đẻ
- Dân số năm 2000: 602 người.
- Dân số năm 2010: 565 người.

## Khoa
- American Finder